# Kniehebel

Bolzenschneider mit symmetrischem Aufbau: Beiderseits der Mittellinie wirken jeweils zwei Hebel nach als Kniehebel zusammen.

Ein Kniehebel besteht aus mindestens zwei miteinander gelenkig verbundenen Hebelelementen. Wie bei jedem Hebel wird entsprechend dem Hebelgesetz ein großer Hubweg bei geringer Zug- oder Druckkraft in einen kleinen Hub mit großer Kraft umgesetzt oder umgekehrt (Kraftmultiplikator).
Die Besonderheit des Kniehebelprinzips liegt darin, dass sich das Übersetzungsverhältnis zwischen aufgewendeter Kraft zu resultierender Kraft während der Bewegung kontinuierlich verschiebt. Ebenso verschiebt sich das Verhältnis zwischen primärem Hub zu sekundärem Hub, jedoch umgekehrt proportional zur Kraft:
Im gebeugten Zustand bewirkt der Kniehebel eine hohe Wegübersetzung bei einer geringen Kraftübersetzung. Je weiter sich der Kniehebel dem durchgestreckten Zustand annähert, desto stärker nimmt die Hubgeschwindigkeit bei gleichbleibender Betätigungsgeschwindigkeit ab, die Presskraft dagegen zu. Bei durchgestrecktem Kniehebel geht die Kraft theoretisch gegen unendlich.
Diese Eigenschaft des Kniehebels wird genutzt, um etwa in einer Kniehebelpresse den Pressstempel zunächst zügig an das Pressgut heranzuführen, das Pressgut sodann bei mittlerer Geschwindigkeit und mittlerem Druck zu komprimieren, und den Preßvorgang schließlich mit geringer Geschwindigkeit und sehr hohem Druck abzuschließen.

## Bedeutung im Maschinenbau
Das Kniehebelprinzip wird angewendet, wenn zunächst eine schnelle Bewegung und später eine hohe Kraftübersetzung erwünscht ist.
Dies ist etwa dann der Fall, wenn aus einem porösen Material zunächst die enthaltene Luft herausgepresst werden soll, bevor eine höhere Presskraft erforderlich wird, um das nun kompakte Material weiter zu verformen. Oder dann, wenn bei einem Spannvorgang zunächst ein gewisser Abstand im Leerlauf durchfahren werden soll, bevor das zu fixierende Werkstück erreicht wird.
Folgende Effekte werden in einem Kniehebel vereint:
- Eine mechanisch integrierte Verzögerungsrampe bei gleichbleibender Betätigungsgeschwindigkeit.
- Eine sehr hohe Kraftübersetzung auf den letzten Millimetern des Pressstempelwegs.
- Beim Überstrecken des Kniehebels (über den Totpunkt) kann ein Verriegelungseffekt erreicht werden, wenn ein mechanischer Anschlag vorhanden ist. Auch wenn die Betätigungskraft abfällt, bleibt die Spannkraft erhalten und das verspannte Werkstück kann sich nicht selbsttätig lösen.

Für die Begrenzung der Presskraft sowie als Toleranzausgleich können elastische Elemente (Federn) eingesetzt werden.

## Erfindungen

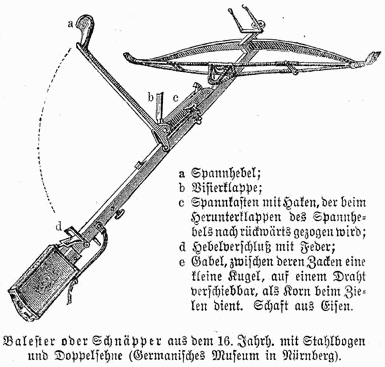
Armbrustspanner mit Kniehebel im 16. Jahrhundert

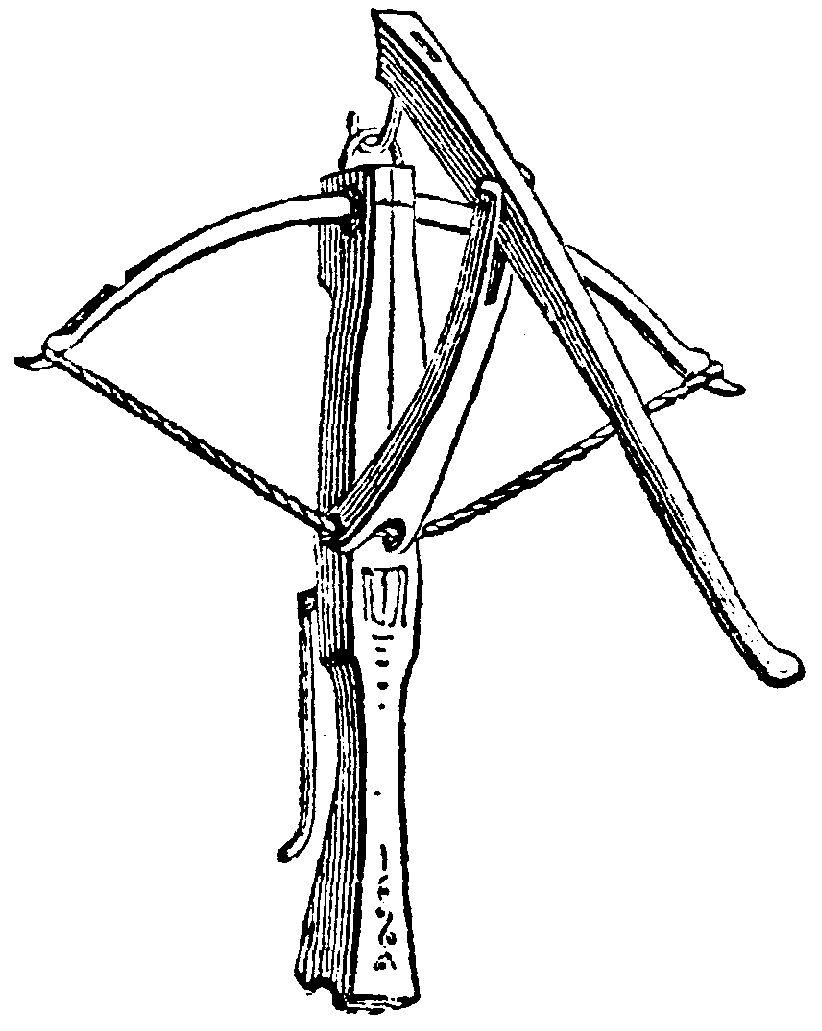
Spannen durch drücken auf den Kniehebel

Die Erfindung des Kniehebels wird mit der Erfindung der Kniehebelpresse zum Zwecke der Münzprägung in Verbindung gebracht. Als deutscher Erfinder wird Diedrich Uhlhorn 1817 in Grevenbroich aufgeführt.

„Bemühungen englischer und französischer Mechaniker, die hydraulische Presse durch andere ebenfalls geräuschlos (stumm) ohne Stoß wirkende Pressen zu ersetzen, sind ohne eigentlichen Erfolg geblieben, wohin namentlich Hallett’s Presse mit exzentrischen Scheiben und die Kniehebelpressen von Sudds, Barker, Atkin’s und andere zu rechnen sind. Der Vorteil solcher Pressen, daß bei ihnen mit dem zunehmenden Widerstande der zu pressenden Körper auch die Preßkraft wächst, wird vollständig durch die größeren Reibungen und damit zusammenhängenden Abnutzungen gegenüber den hydraulischen Pressen aufgewogen, so daß sie als der Geschichte anheim gefallen betrachtet werden können.“

- Im Jahr 1811 hat in St. Petersburg der Russe I. Nevedomsky die Erfindung einer Kniehebelpresse vorgestellt.[3]
- Gehen wir in der Geschichte weiter zurück, so findet sich im 16. Jahrhundert ein an der Armbrust angebauter Kniehebel als Spannhilfe für die Bogensehne des starken Metallbogens.
- Bereits im 15. Jahrhundert wurde von findigen Waffenschmieden der Goat’s-Foot Lever („Ziegenfußhebel“) zum schnellen Spannen der Armbrust hergestellt. Dieser erste bekannte, aufsetzbare Kniehebel bestand aus einer zweizinkigen Gabel mit einem Verlängerungsstiel. Im unteren Drittel war die Zugkralle für die Bogensehne gelagert.[4] Mit dem Verlängerungsstiel wurde der „Ziegenfußhebel“, welcher am Armbrustschaft durch die Gabelzinken an einem Dorn gleitgelagert war, zum Schützen gezogen und die Zugkralle zog dadurch die Bogensehne bis zu der Verriegelungsnuss. Je weiter die Sehne gespannt wurde, desto kleiner wurde der untere (Gabel)-Hebel. Trotz zunehmender Bogenzugkraft wurde durch den Kniehebeleffekt die Kraft am Zughebel für den Schützen geringer. Eine weitere Ausführung war auf Druck ausgelegt.[5]

## Aufbau und Anwendungen
Der Aufbau ist mit dem eines menschlichen Kniegelenkes vergleichbar. Er besteht aus drei Drehpunkten sowie mindestens zwei Schenkeln. Beim menschlichen Kniegelenk handelt es sich hierbei um das Hüftgelenk, das Kniegelenk und das Sprunggelenk, welche über Unter- und Oberschenkel verbunden sind.
Zur Druckverstärkung wird er beispielsweise an Kniehebelpressen im Buchdruck (bekanntestes Modell: der Original Heidelberger Tiegel) und an Obstpressen verwendet. Zur Hubbewegung findet er als Scherenwagenheber ein Anwendungsgebiet.
Ein Kniehebel ist an den unterschiedlichsten Werkzeugen zu finden, beispielsweise an Handblechscheren, Feststellzangen, Lochzangen uvm.
Zum Verspannen wird häufig ein Kniehebel eingesetzt, der zum Arretieren überstreckt wird:
- Beschläge an Springformen, Kisten, Motorhaubenverkleidungen, LKW-Bordwänden,[6]
- Schließen an Ski- und Inlinerschuhen sowie an Armbanduhrbändern,
- Bügelverschlüsse an Getränkeflaschen.

Betätigung durch Druck
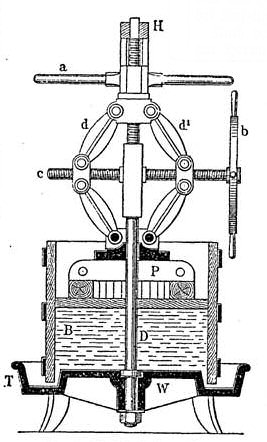
Kniehebelpresse
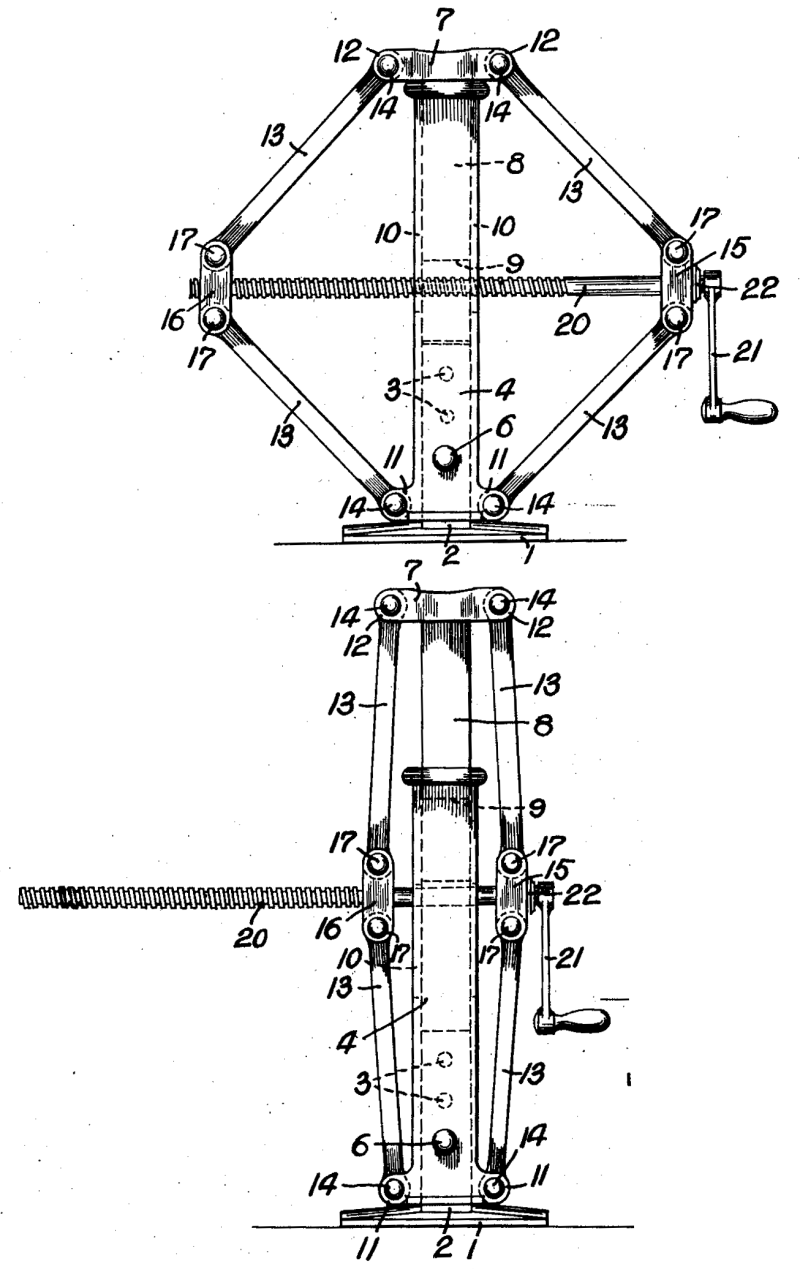
Wagenheber mit zweifachem Kniehebel
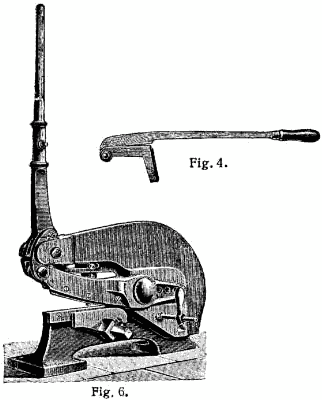
Hebelblechschere
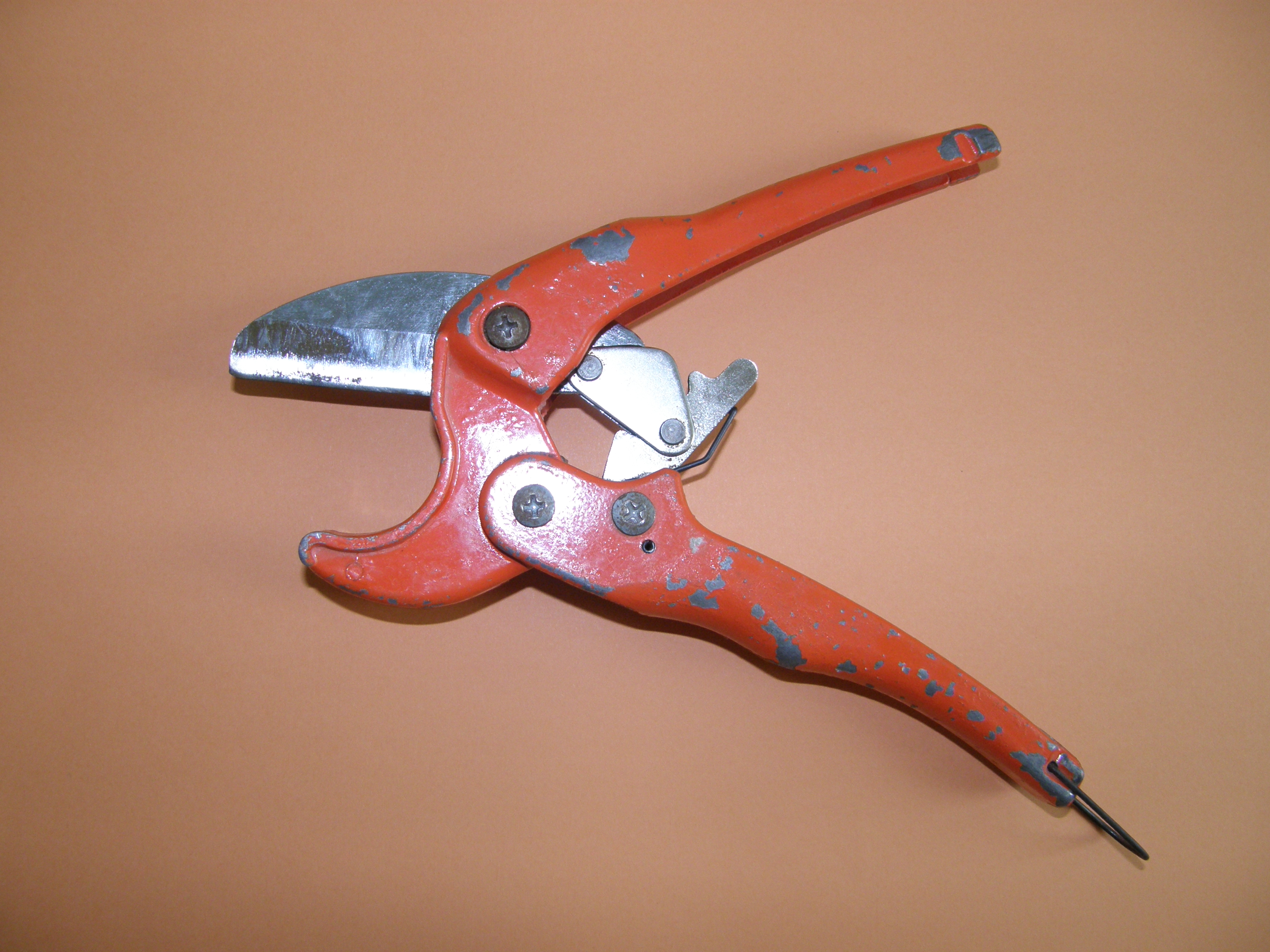
Rohrschneider
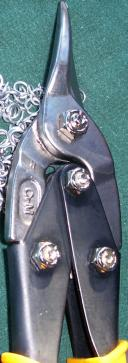
Handblechschere
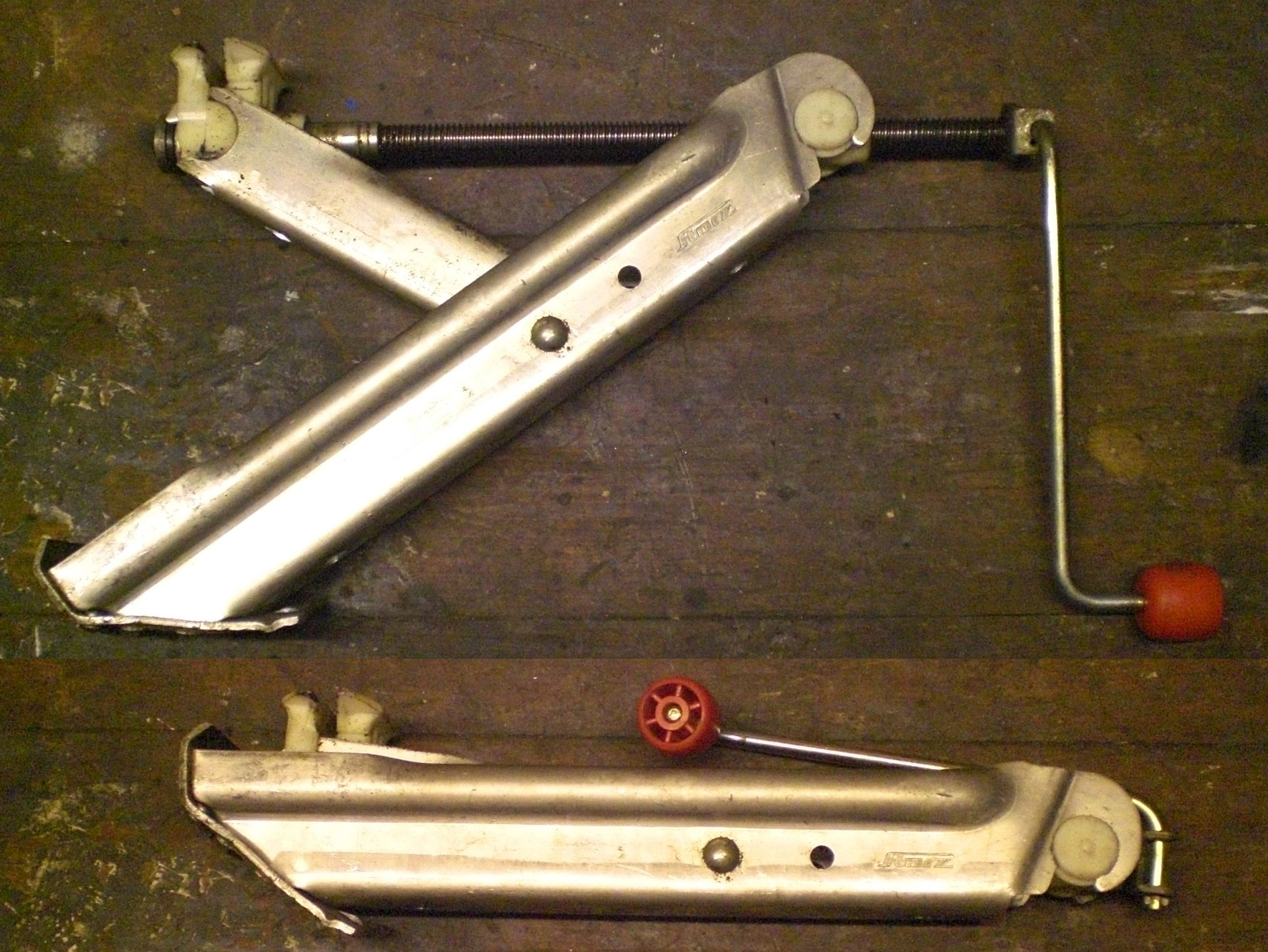
Einarmiger Wagenheber
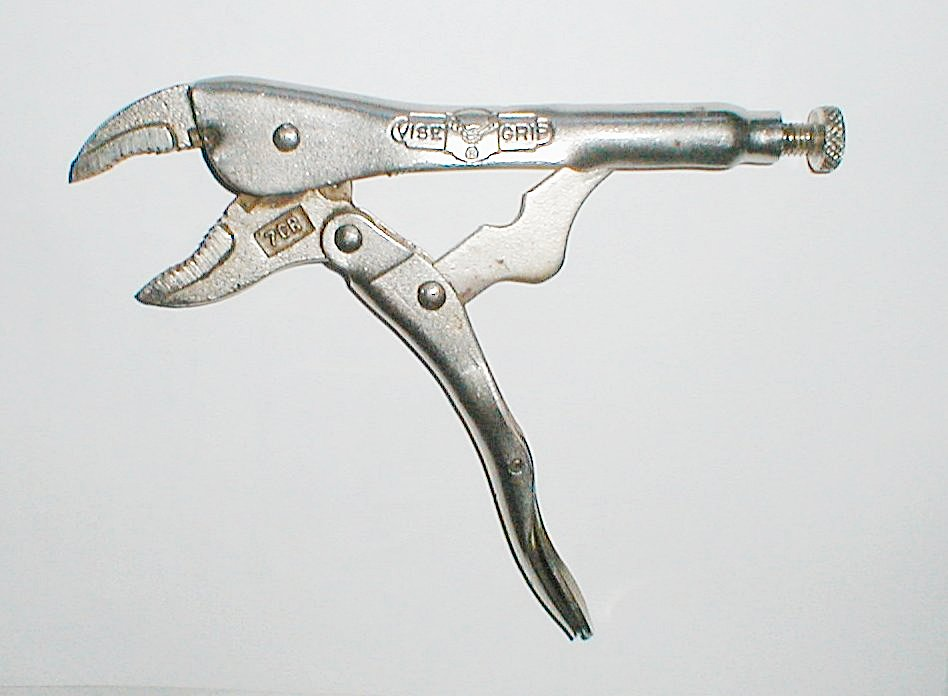
Feststellzange bzw. Gripzange
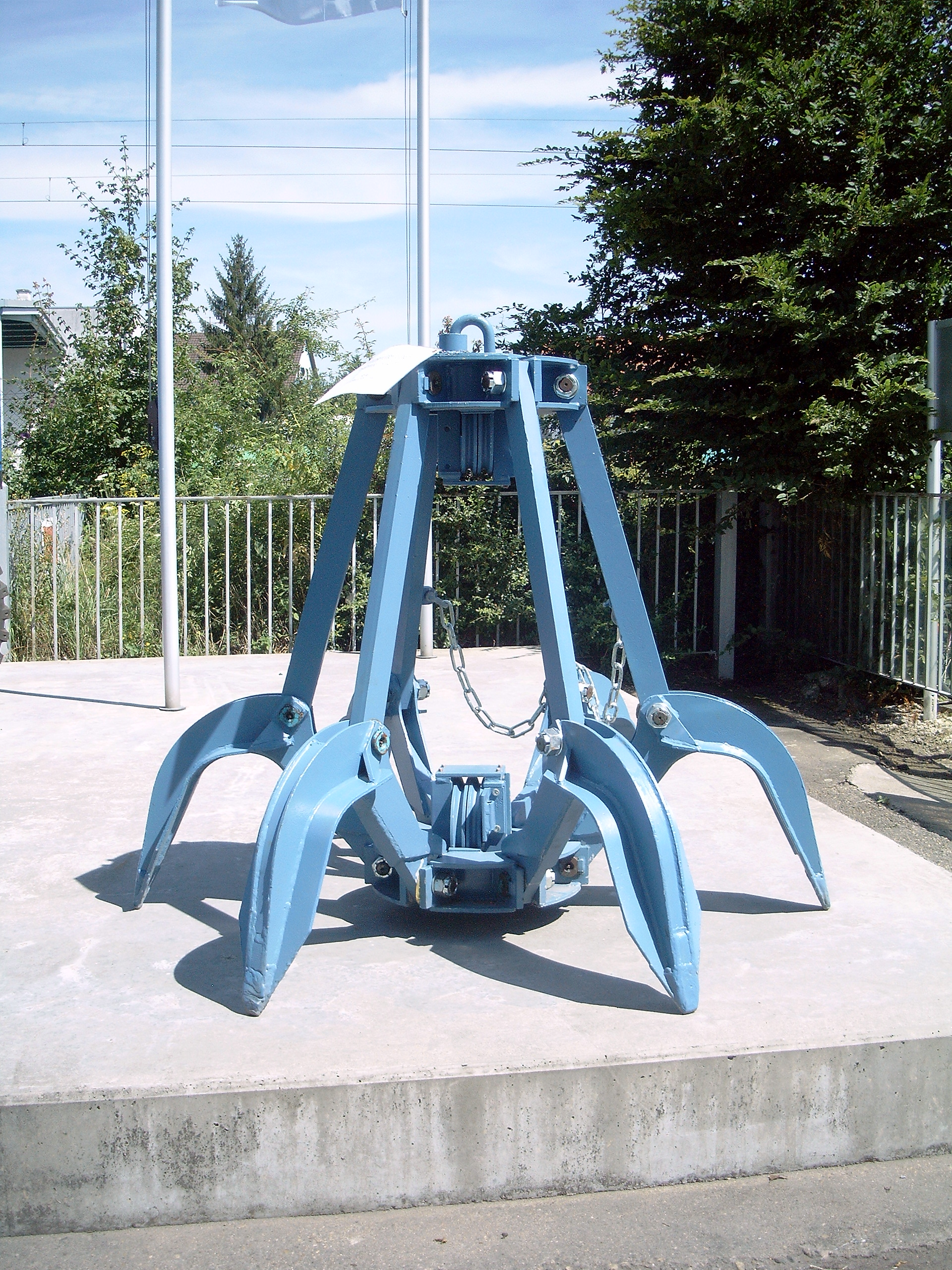
Sechsarmiger Polypgreifer
Kniegelenkverschluss einer Schusswaffe
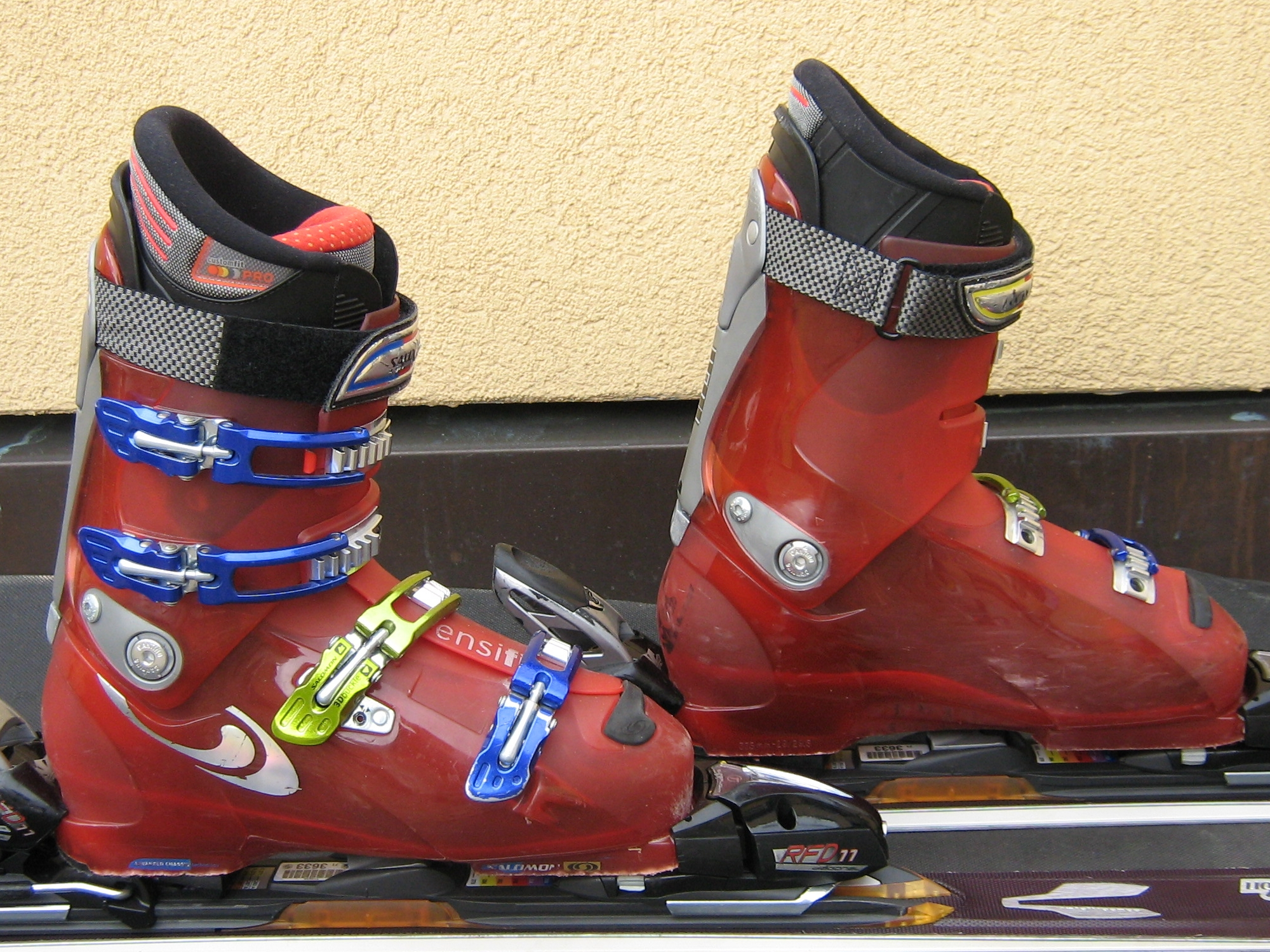
Skischuh mit Kniehebelspannern (in Blau und Grün)
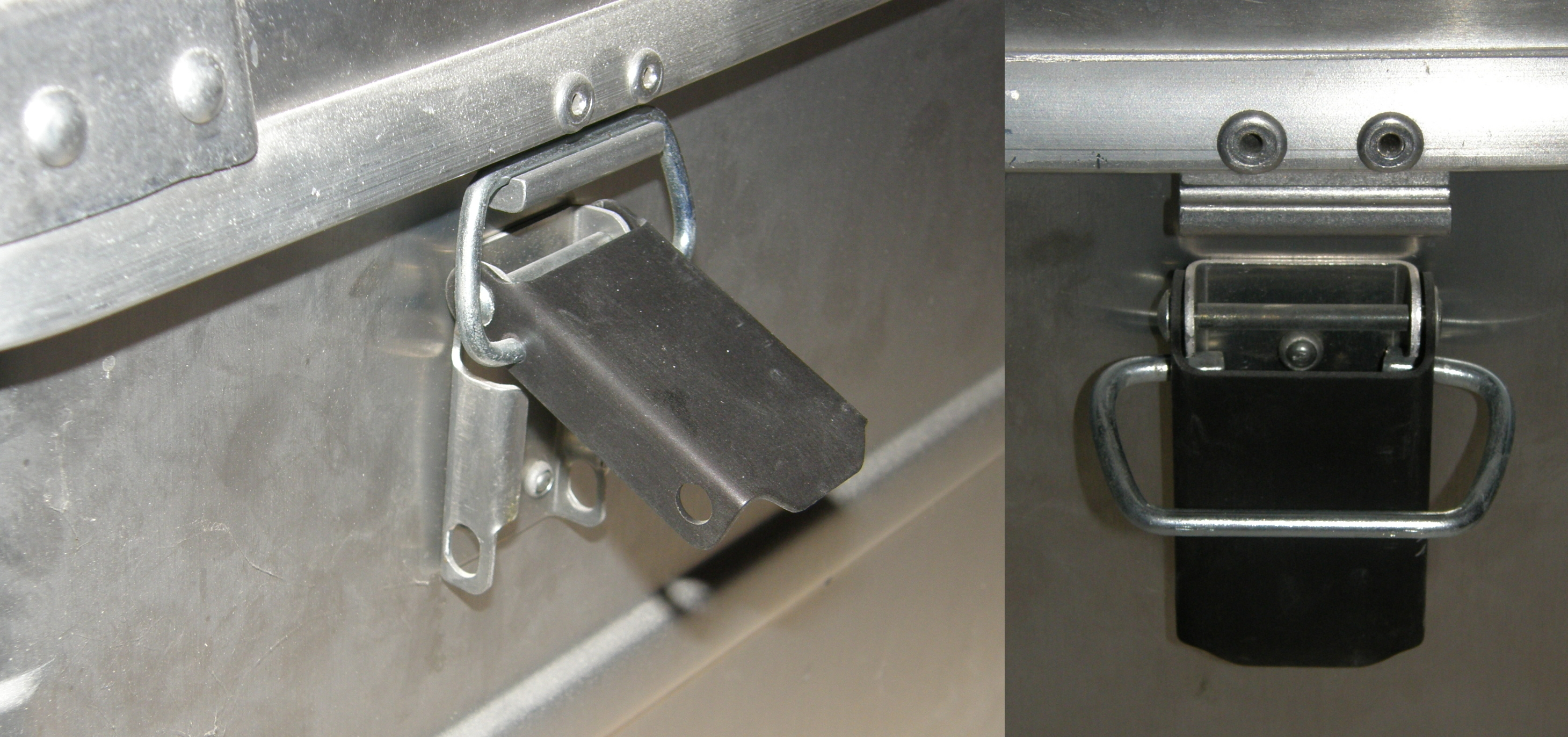
Kistenverschluss
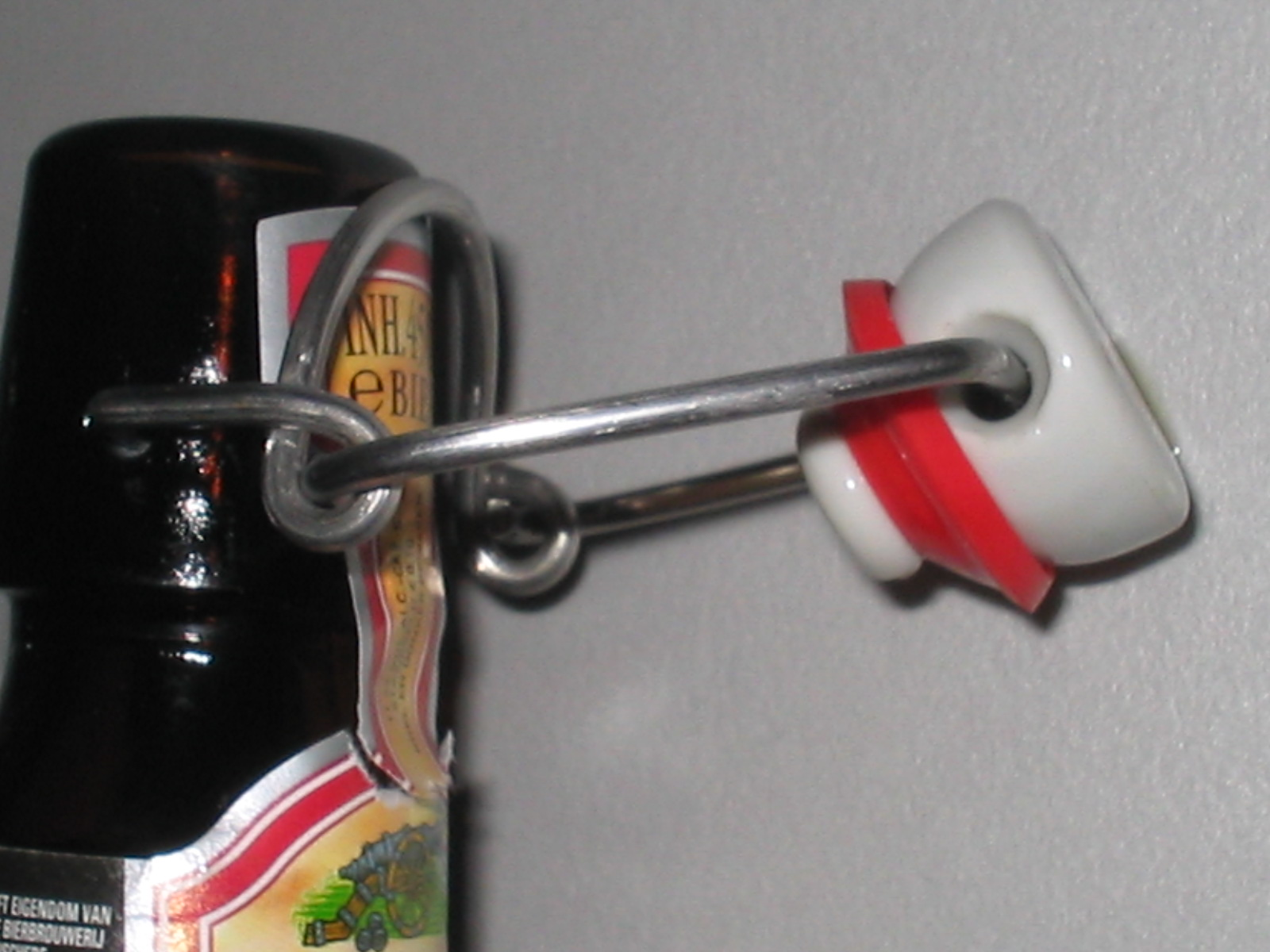
Bügelverschluss an einer Bierflasche
Springformverschluss
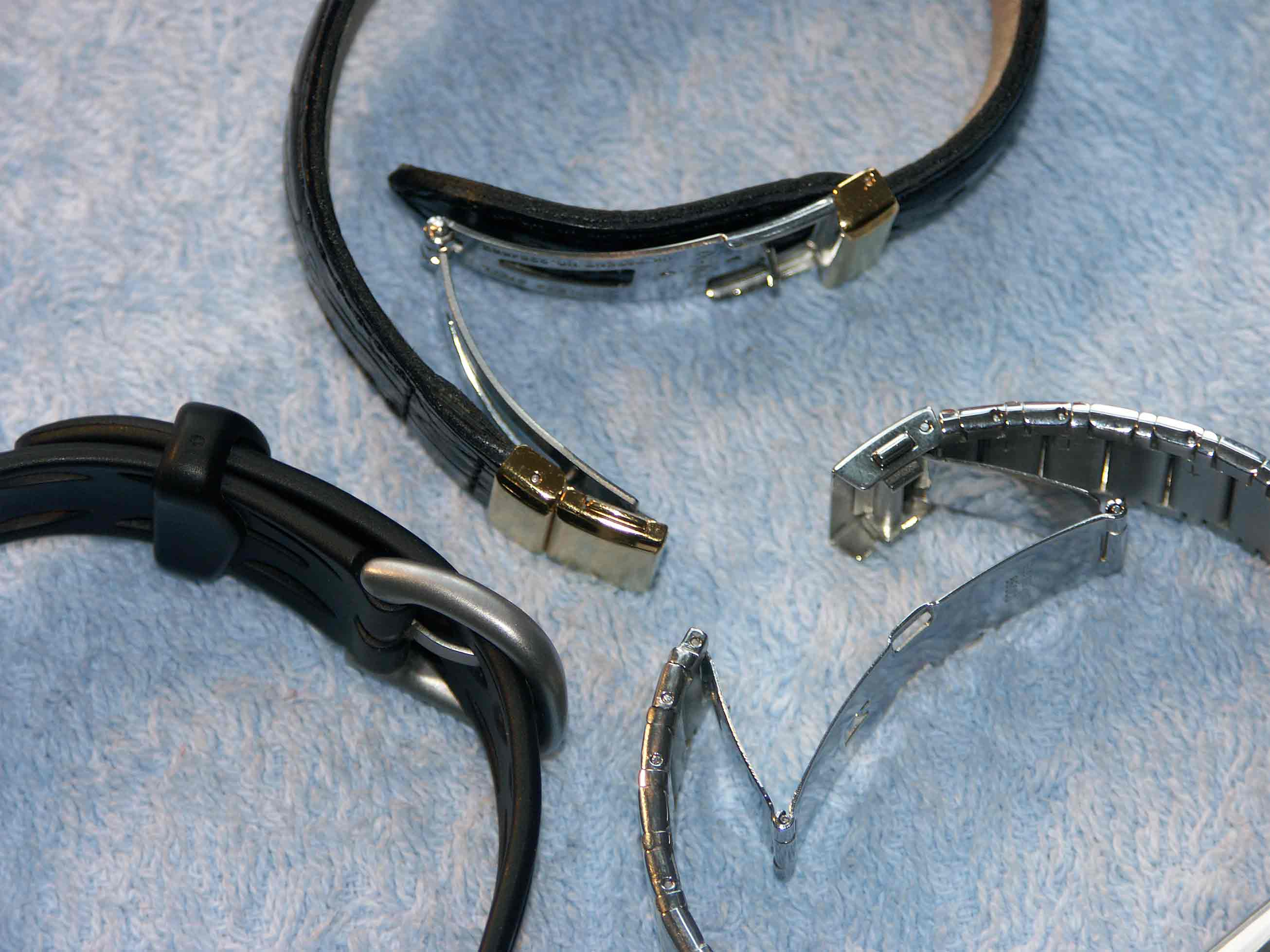
Faltschließe an Armbanduhren
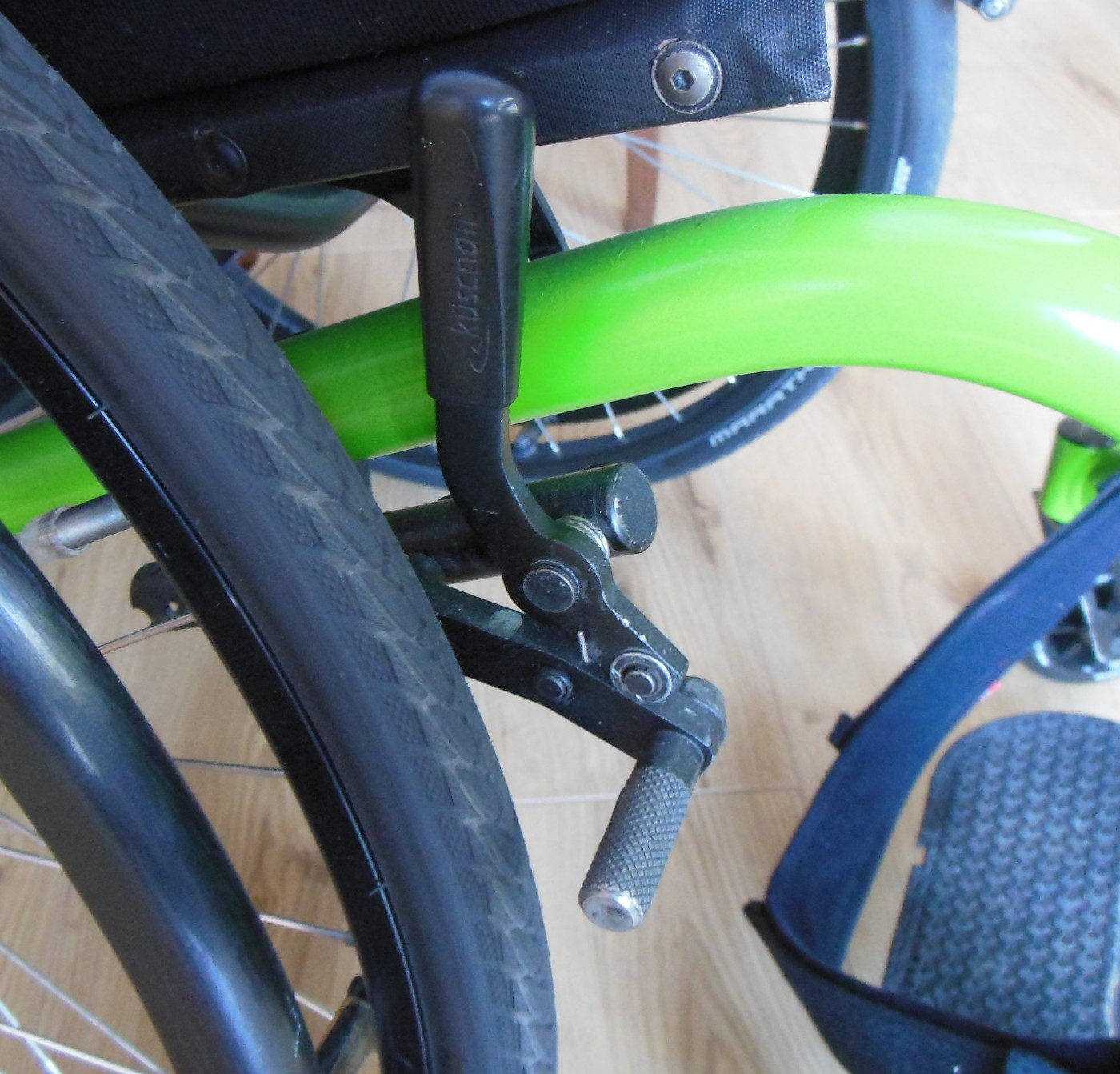
Kniehebelbremse an einem Rollstuhl geöffnet
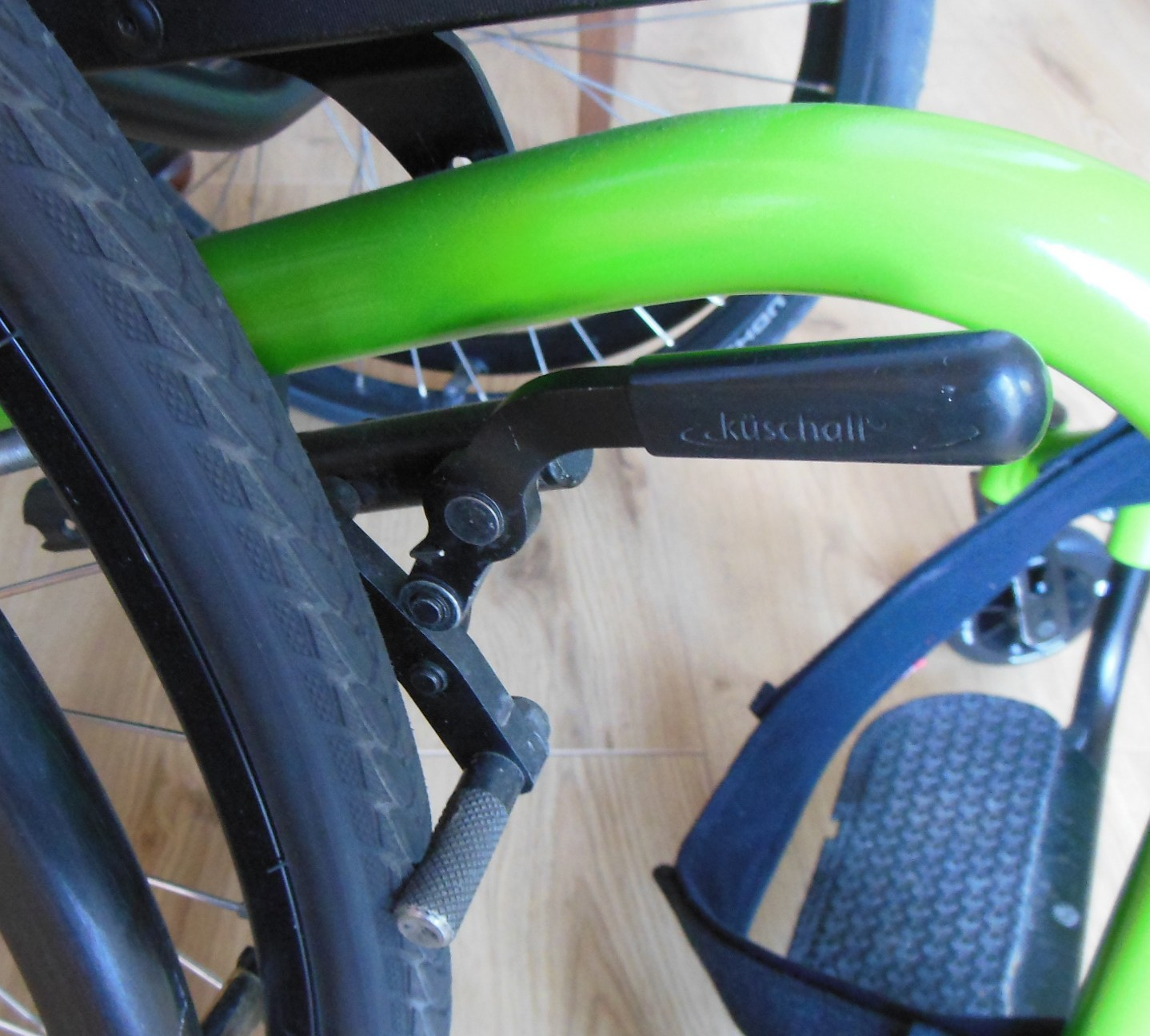
Kniehebelbremse an einem Rollstuhl betätigt

Betätigung durch Zug
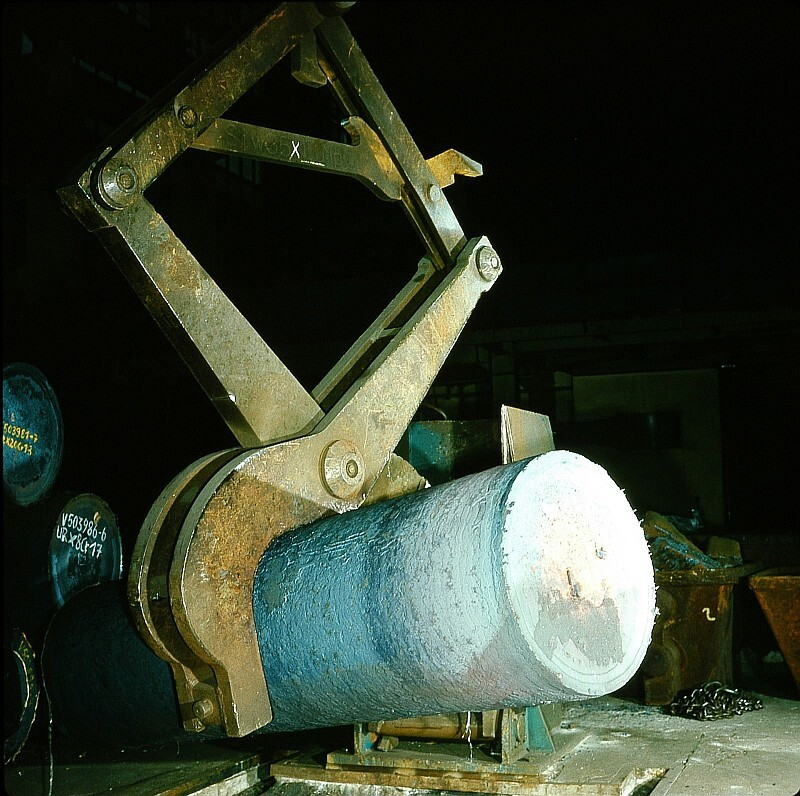
Rundmaterialgreifer (Hebezange)
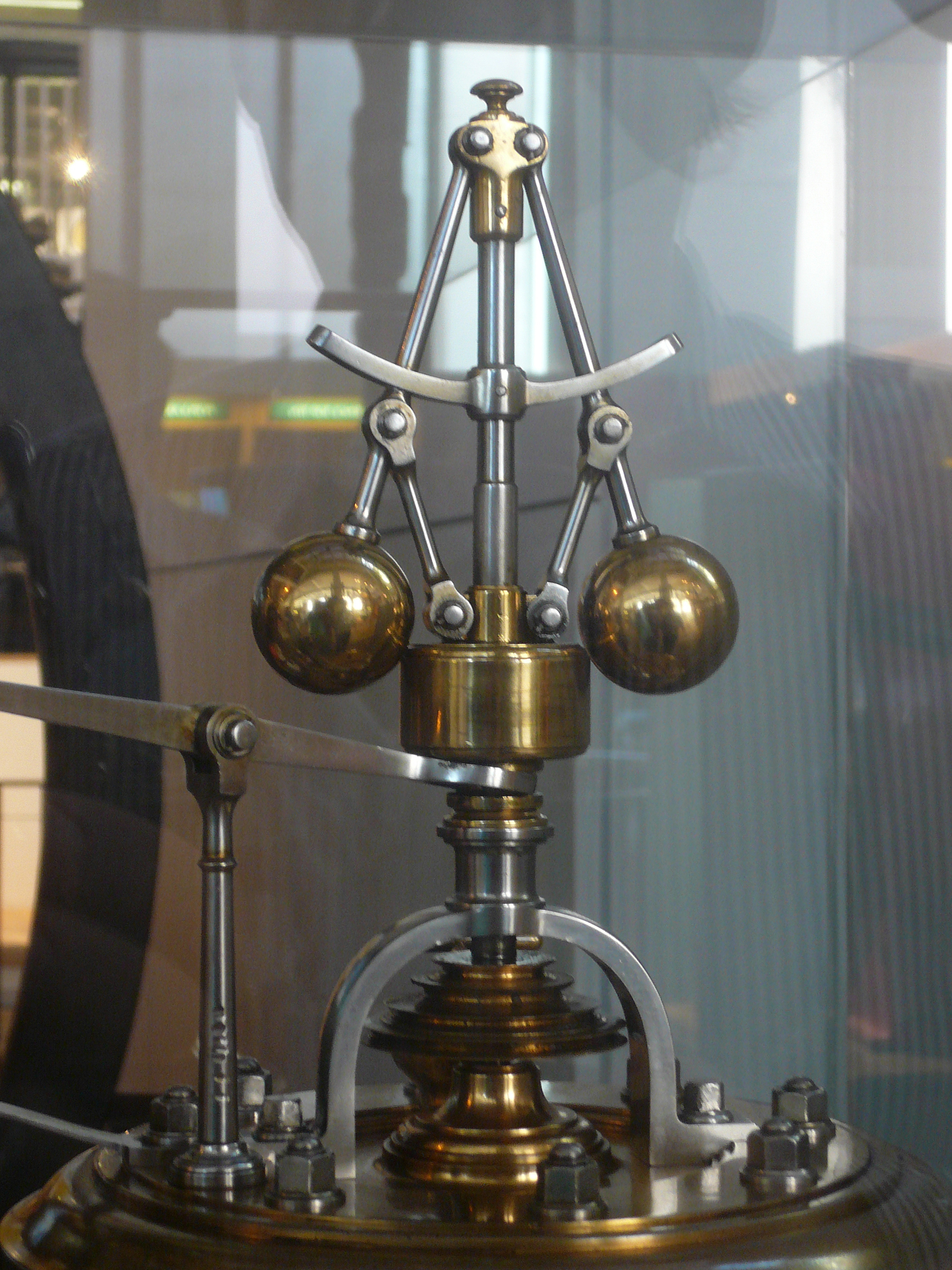
Fliehkraftregler mit zweiseitigem Kniehebel wurden 1788 eingeführt

Arbeitsmaschinen
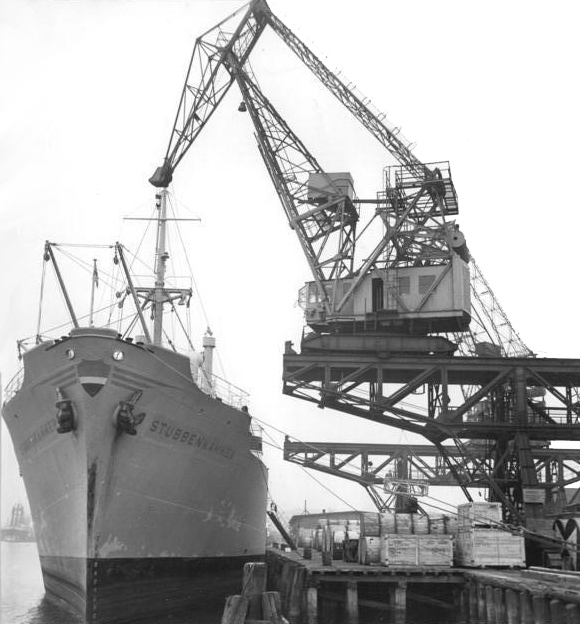
Portalwippkran
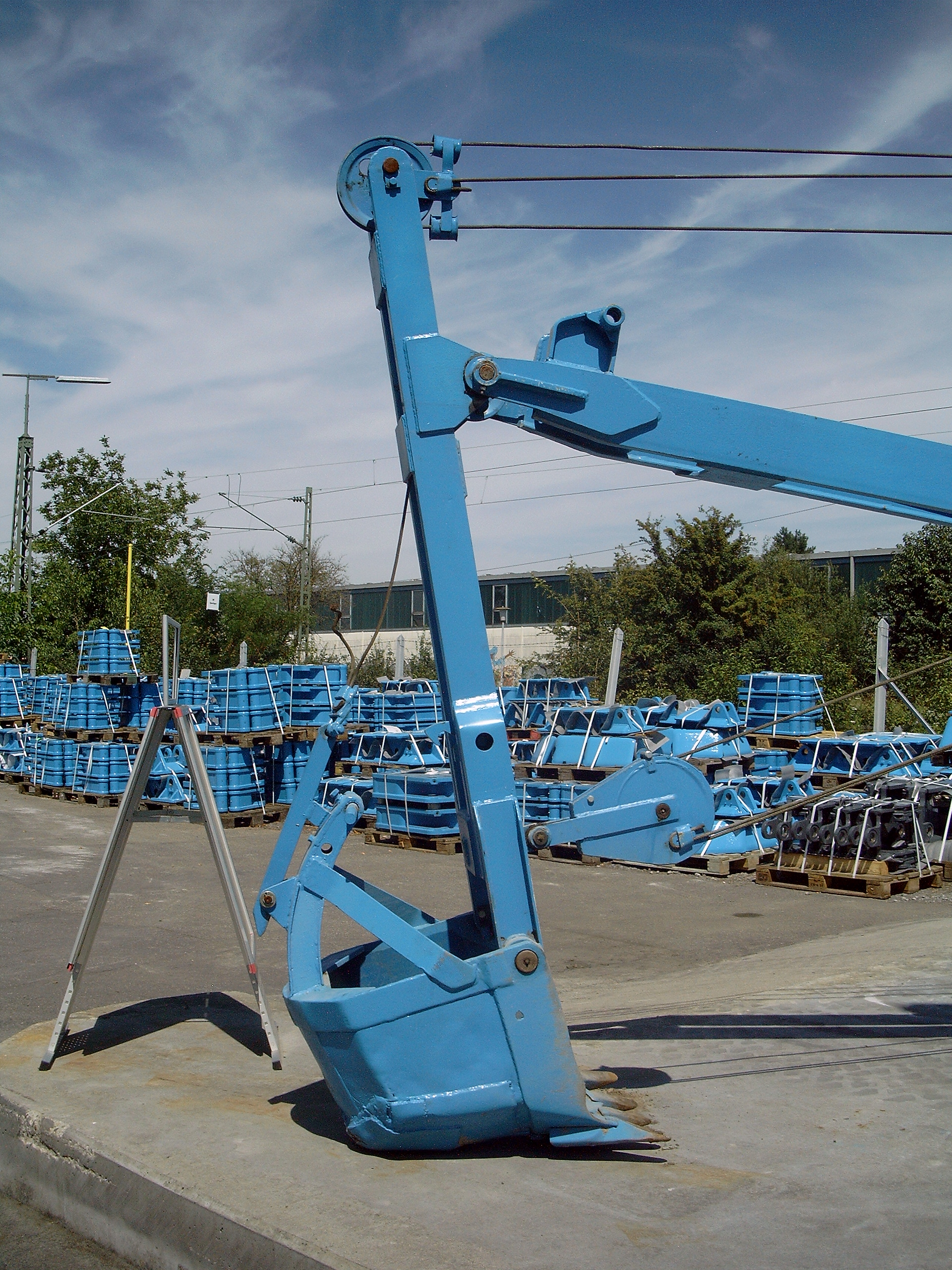
Terex/Fuchs Bagger mit Seilzugantrieb
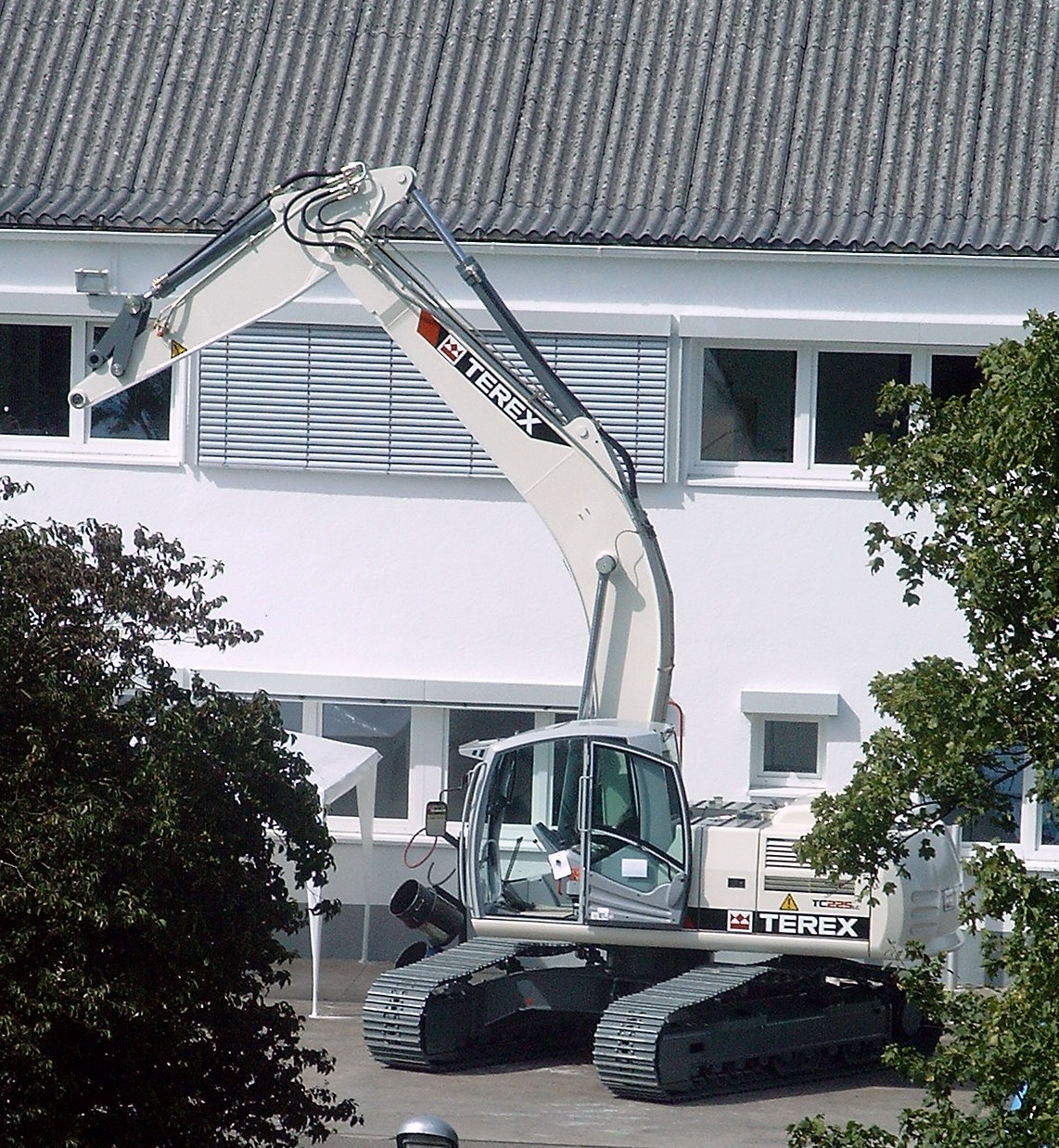
Hydraulischer Antrieb
Mehrere Kniehebel zur Bewegung
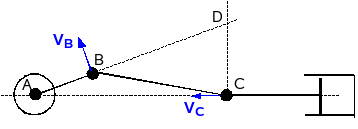
Kurbelwelle und Pleuel bilden ein Kniegelenk